# فتحى أحمد بولات
فتحى أحمد بولات (بالتركية: Fethi Ahmet Polat)‏ أستاذ جامعي ومؤلف تركى. 

## حياته والنشأة
ولد في معمورة العزيز (إلازج) عام 1969. تخرج من كلية الألهيات جامعة مرمره عام 1992. وقد عمل مدرسا لمدة عامين تبعا لوزاره التربية والتعليم.(1994) كان مساعد باحث لكلية الألهيات جامعة سلجوق. وقد أتم رسالة الماجستير بعنوان الربوبيه والرهبانية وفقا للقرآن(1995). وفي عام 2001 أتم بحث رسالة الدكتوراه بعنوان «منهج القرآن في الفكر الاسلامى المعاصر».

## مسيرته
من أجل الأبحاث الأكاديمية فقد تواجد في كلا من القاهرة (1997_1998)و باكو (2001_2004)وألمانيا (2011). وفي عام 2006 أصبح أستاذ مساعد وفي عام 2011 أصبح أستاذ في فرع بقسم التفسير في كلية الألهيات جامعه السلجوق.وفي عام 2011 أصبح عميدا لكلية الألهيات جامعه موش ألب ارسلان.
وفي تاريخ 18 مارس 2015 عين رئيسا لجامعة موش ألب أرسلان.وحاليا لا يزال رئيسا للجامعة.

## مجالات الخبرة
- منهج القرآن في الفكر الإسلامى المعاصر، فرع التفسير.

## أعماله
1.الانتقادات الموجهه للكلام العقلى في تقاليد تفسير الإسلام.
2.منهج القرآن في الفكر الإسلامى المعاصر.
3.تنظيم من جديد في الفكر الإسلامى والعربى المعاصر

.